# Hamburger Meile
De Hamburger Meile is een overdekt winkelcomplex met winkels, horeca, dienstverleners, kantoren en parkeergarages in het stadsdeel Barmbek in Hamburg. Het is gelegen aan de Hamburger Straße.

## Ligging
De Hamburger Meile ligt in het Hamburgse district Nord in het stadsdeel Barmbek. Het bouwblok van het centrum wordt aan de zuidoostzijde begrensd door de Hamburger Straße, aan de noordoostzijde de Adolph-Schönfelder-Straße, de Bostelreihe en de Desenissstraße aan de noordwestzijde en de Humboldt-Straße aan de zuidwestzijde. Het centrum wordt op begane grondniveau doorsneden door de Heitmann-Straße. Het centrum is bereikbaar met metro, bus en auto.

## Geschiedenis
Aan de Hamburger Straße waren voor de Tweede Wereldoorlog een warenhuis en winkelcentrum gevestigd. In de nacht van 29 op 30 juli 1943 werd Barmbek gebombardeerd, waarbij vrijwel de gehele straat vernietigd werd. In 1958 kwamen 12 opdrachtgevers overeen om een nieuw winkelcentrum te bouwen. Door het grote aantal grondeigenaren duurde het 10 jaar totdat de bouw begon op een gebombardeerde vlakte. Het winkelcentrum werd na 22 maanden, op 8 mei 1970 geopend. Destijds was het, het eerste grote overdekte winkelcentrum in Hamburg. Het bestond uit een complex met kantoorgebouwen, twee warenhuizen (Karstadt aan de westkant en Neckermann aan de oostkant) en winkels. Het complex werd gebouwd in de stijl van het brutalisme met grote in het zicht gelegen betonnen oppervlakten. Het publiek vond dit weinig aantrekkelijk en na de opening van het Alstertal-Einkaufszentrum liep de omzet duidelijk terug.
In 1973 werd aan de westzijde het kleinere winkelcentrum Mundsburg-Center geopend. Er werd een directe loopbrug over de Humbodt-Straße gerealiseerd tussen de centra, die later overdekt werd.
Na de opening van het centrum werd het winkelcentrum meermaals aangepast.
Het Karstadt-Möbelhaus (woninginrichting) dat in 1977 opende in het winkelcentrum werd in 2004 gesloten. Het Karstadt warenhuis dat sinds 1970 in het winkelcentrum huisde werd in het kader van de reorganisatie van de warenhuisketen in het voorjaar van 2007 gesloten. Meer dan 65 % van het winkelcentrum stond leeg.
In de jaren 2008-2010 vond een grondige modernisering plaats. Er werd ca. 100 miljoen euro uitgegeven om eigenaren uit te kopen en ca. 100 miljoen euro voor de renovatie. Het aantal winkels en horecagelegenheden steeg tot boven de 150 op een verkoopvloeroppervlakte van 47.700 m2. Met de renovatie zouden jongere kopers getrokken moeten worden met trendy kledingwinkels. Het centrum biedt zo'n 1.200 arbeidsplaatsen.
Bij de renovatie is de winkelgalerij verlengd tot 600 meter door de centrale winkelstraat aan de westzijde te verlengen tot aan het metrostation Mundsberg door het voormalige Karstadt-warenhuis erbij te trekken. Aan de oostzijde werd het Karstadt-Möbelhaus erbij getrokken, waardoor de centrale winkelstraat aan die zijde tot aan het metrostation Hamburger Straße werd verlengd. Op de bovenverdieping ontstond een 600 m2 grootte cirkelvormige food court met zelfbediening boven de overbouwing van de Heitmann-Straße.
Bij de opening op 24 februari 2010 werd het winkelcentrum hernoemd tot Hamburger Meile.
De buitengevel aan de Hamburger Straße werd voorzien van een, deels door kunstlicht verlichte, golvende aluminium bekleding met gaten.

## Gebruik
Het centrum omvat meer dan 150 winkels en horecabedrijven op een verkoopvloeroppervlakte van 36.000 m2. De ankerhuurders zijn onder meer zijn C&A, H&M en Thalia. Daarnaast bevat het centrum kantoortorens met een oppervlakte van 15.000 m2. De kantoren zijn verhuurd aan de stad Hamburg en zijn grotendeels bereikbaar vanuit de winkelpassage op de eerste verdieping. Het centrum heeft twee parkeergarages, die plaats bieden aan meer dan 2.200 auto's. Het winkelcentrum is langgerekt over een lengte van 600 m en is verdeeld over de begane grond en de eerste verdieping.

## Eigendom en beheer
Tot 2007 was het centrum in eigendom bij zes eigenaren (Karstadt, Hansa-Invest van Signal Iduna, Hermann Freidrich Bruhn, Haspa, Hanseatische Gesellschaft für Handel und Aufbau en Grundstücksgemeinschaft Block C). In 2007 werd het aantal tot twee eigenaren gereduceerd, ECE en Hermann Friedrich Bruhn. In 2011 kocht Real I.S. voor 250 miljoen euro 85 procent van het centrum; 15 procent bleef in handen van ECE. ECE bleef de vastgoedbeheerder van het centrum.